# Palau Finestres
El Palau Finestres és un edifici situat als carrers de Montcada, 23 i de la Seca, 9 del barri de la Ribera de Barcelona, catalogat com a bé cultural d'interès local. Des del 1999 forma part del Museu Picasso.

## Història
En aquest indret hi havia una necròpolis romana. La primera notícia socumental és del 1291, quan Martí de Montcada i de Banyeres vengué la propietat al seu cunyat, el canvista Berenguer de Finestres. El 1328, Galceran de Finestres la va vendre a Bernat de Marimon i d'Eimeric, els descendents del qual en serien propietaris fins al 1617, quan Caterina de Reguer, el seu fill Bernat de Marimon i de Reguer i la dona d'aquest, Paula de Farners, la vengueren al donzell Joan Pau Cànoves i Pradell, per 3.000 lliures. El 1618, en ocasió del seu matrimoni amb Maria Anna Bonet, filla del doctor en drets i ciutadà honrat Francesc Bonet, va obtenir del seu pare Joan Francesc la cessió dels seus bens, incloent el mas Cànoves.
El 1624, donat el mal estat de l'edifici, Joan Pau Cànoves en va demanar un peritatge a dos mestres de cases i dos fusters, i després, el corresponent permís d'obres. Va morir el 1627 i fou succeït pel seu germà Francesc, casat amb Peronella Riembau i Farreras, filla del mercader de Granollers Galceran Riembau. El 1642, la seva vídua es va casar en segones noces amb el mercader de Vic Francesc Comalada i Cànoves, que el 1649 va obtenir la condició de ciutadà honrat, i el 1656 va enviudar. El 1660 es va tornar a casar amb Anna d'Olmera i de Molí, i va morir a Vic el 1689, deixant com a hereu el seu fill Francesc Comalada i d'Olmera, doctor en dret civil per la Universitat de Barcelona. El 1690, ell i la seva mare Anna signaren una concòrdia amb els marmessors de Peronella Riembau sobre l'herència d'aquesta. Va morir el 1745 i fou succeït pel seu nebot Ignasi de Riba i Comalada, fill de la seva germana Manuela i de Baltasar de Riba. En aquesta època, la casa era llogada a Josep Aparici i Fins (1654-1731), mercader i geògraf reial, succeït pel seu fill Francesc Aparici i Font-Bayona, casat amb Caterina d'Amat i Picalquers, filla de Josep d'Amat i Boixadors, baró de Castellet.
El 1791, l'apoderat de Maria Teresa de Gomar i Gomar, esposa de Marià Joaquim de Dalmases i Sanç, va demanar permís per a convertir una finestra en balcó. El 1796, Maria Teresa de Gomar va demanar permís per a construir un cos d'edifici de planta baixa i quatre pisos amb façana al carrer de la Cirera (actualment de la Seca), i novament el 1799 per a transformar dues finestres en balcó al carrer de Montcada. La propietat va ser heretada pel seu fill Faust de Dalmases i de Gomar, i el 1872 va ser adquirida per Josep Vidal-Ribas i Torrents, fill del comerciant Josep Vidal i Ribas (1817-1870), especialitzat en drogues i productes químics. Posteriorment, va ser la seu social de la Compañía Anónima de Productos Químicos, amb fàbriques a Les Corts, Sant Martí i Vallecas.
Entre 1957 i 1958, l'arquitecte municipal Adolf Florensa va refer el portal adovellat de la façana, del qual només quedaven algunes restes, i va recuperar la galeria de solana que estava tapiada, i a l'interior del pati va refer les dues finestres coronelles. El 1970, l'edifici fou adquirit per l'Ajuntament, i el 1997 es va aprovar el projecte d'ampliació del Museu Picasso a aquest edifici i la veïna casa Mauri, obra de l'arquitecte Jordi Garcés, per tal d'allotjar-ne les exposicions temporals. Aquesta intervenció va suposar la pràctica desaparició de l'edifici original, a excepció de la façana al carrer de Montcada, el pati principal (del qual es va desmuntar la porxada del segon pis, fent-la nova amb els arcs cegats) i alguns arcs a la part posterior de la planta baixa, construïnt un nou edifici de formigó armat, així com la nova plaça de Raimon Noguera a la part posterior de la parcel·la.

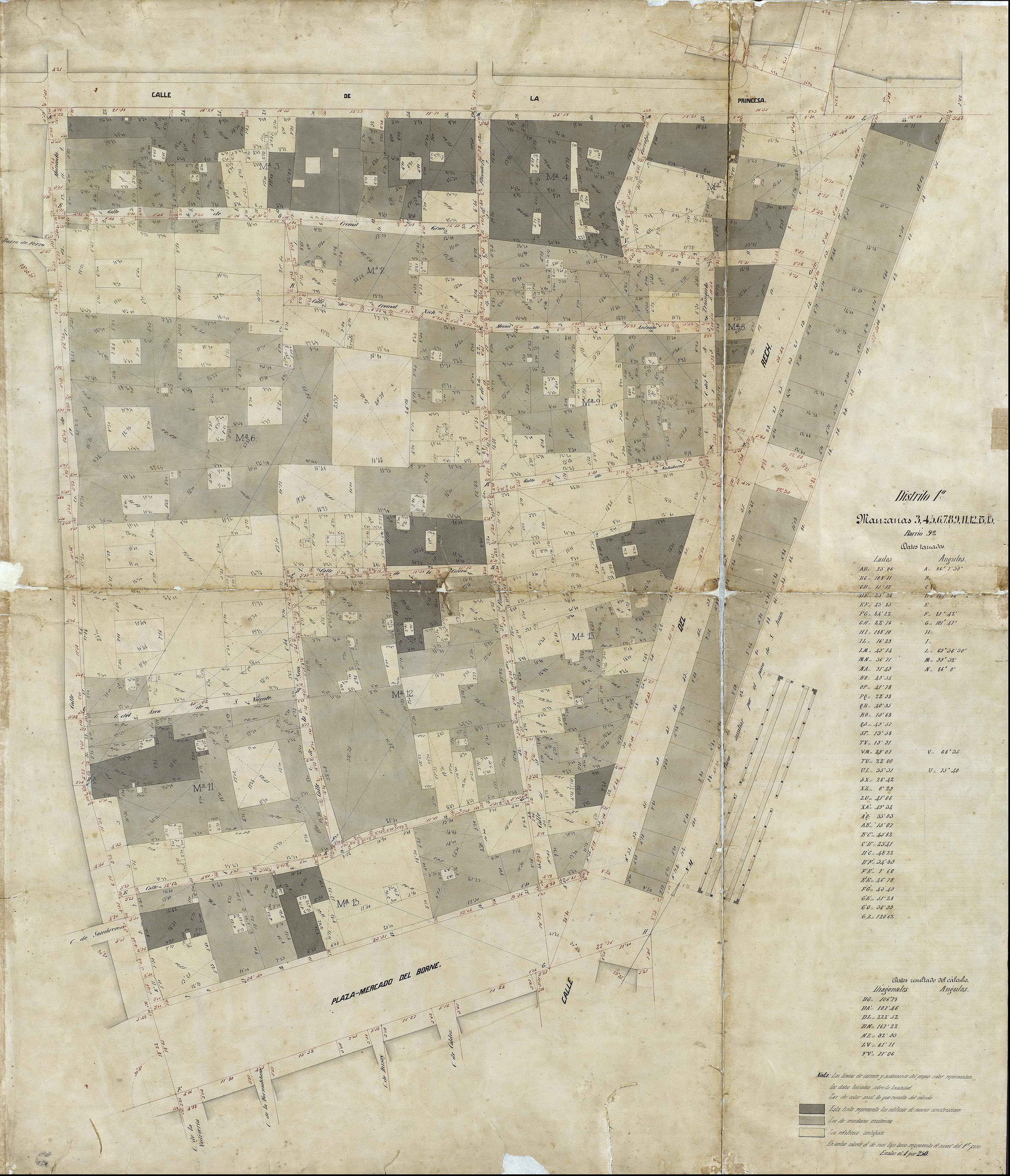
Quarteró núm. 15 de Garriga i Roca (c. 1860)

## Descripció
És un edifici entre mitgeres que consta de planta baixa i dos pisos. A la façana principal destaca, a la planta baixa, un gran portal d'arc de mig punt adovellat. Té, a banda i banda, dues grans portes allindades; una té la llinda de fusta i l'altre de pedra decorada amb una motllura. Al primer pis hi ha tres portes allindanades que donen a balcons individuals amb barana de ferro forjat i llosana de pedra motllurada. Al darrer pis, la part esquerra es transforma en una torre, acabada amb terrat, amb una finestra triforada amb arcs de mig punt i columnetes amb capitell esculpit. La part dreta està ocupada per una galeria de solana amb columnes poligonals que aguanten la teulada. El parament és de carreus petits regulars, excepte l'emmarcament de les obertures que és de carreus més grans.
L'edifici s'estructura a partir d'un pati central amb escala descoberta que porta al primer pis. L'escala es recolza sobre un arc rampant i conserva la barana de pedra medieval. L'escala mena a un porta d'arc de mig punt. Al costat d'aquesta hi ha una altra porta, allindanada, que sobre a una tribuna que es recolza sobre dos trams de volta recolzats sobre una pilastra central que té una gran mènsula decorada amb permòdols decreixents. A la paret de davant s'obre una portalada d'arc de mig punt que mena al vestíbul d'accés des del carrer. Al primer pis hi ha dues finestres coronelles. El darrer pis és una afegit posterior i té una galeria d'arcs de mig punt. A l'interior de la planta noble es conserva un sostre enteixinat de finals del segle xiii o principis del xiv, i a la planta baixa, al darrere del pati, hi ha diverses sales amb arcs de mig punt.